# ジャコモ・マンズー

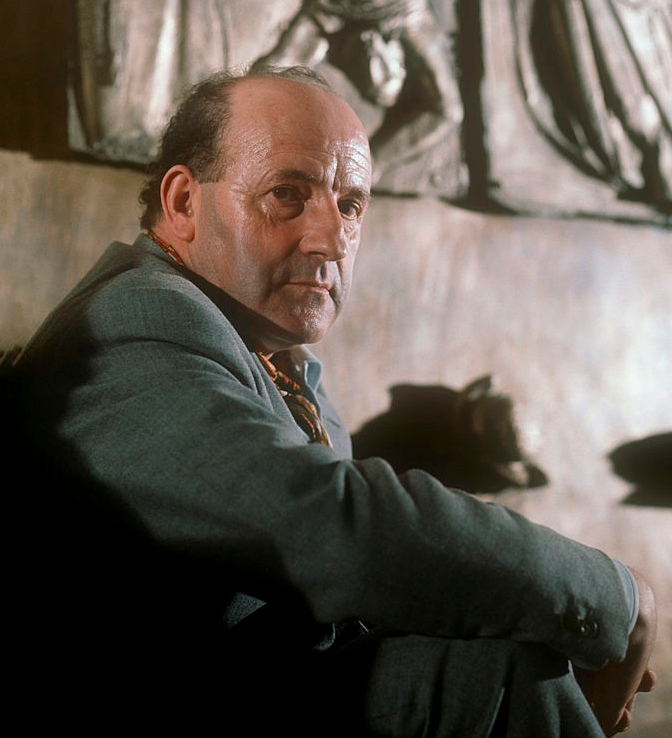
ジャコモ・マンズー, 1964

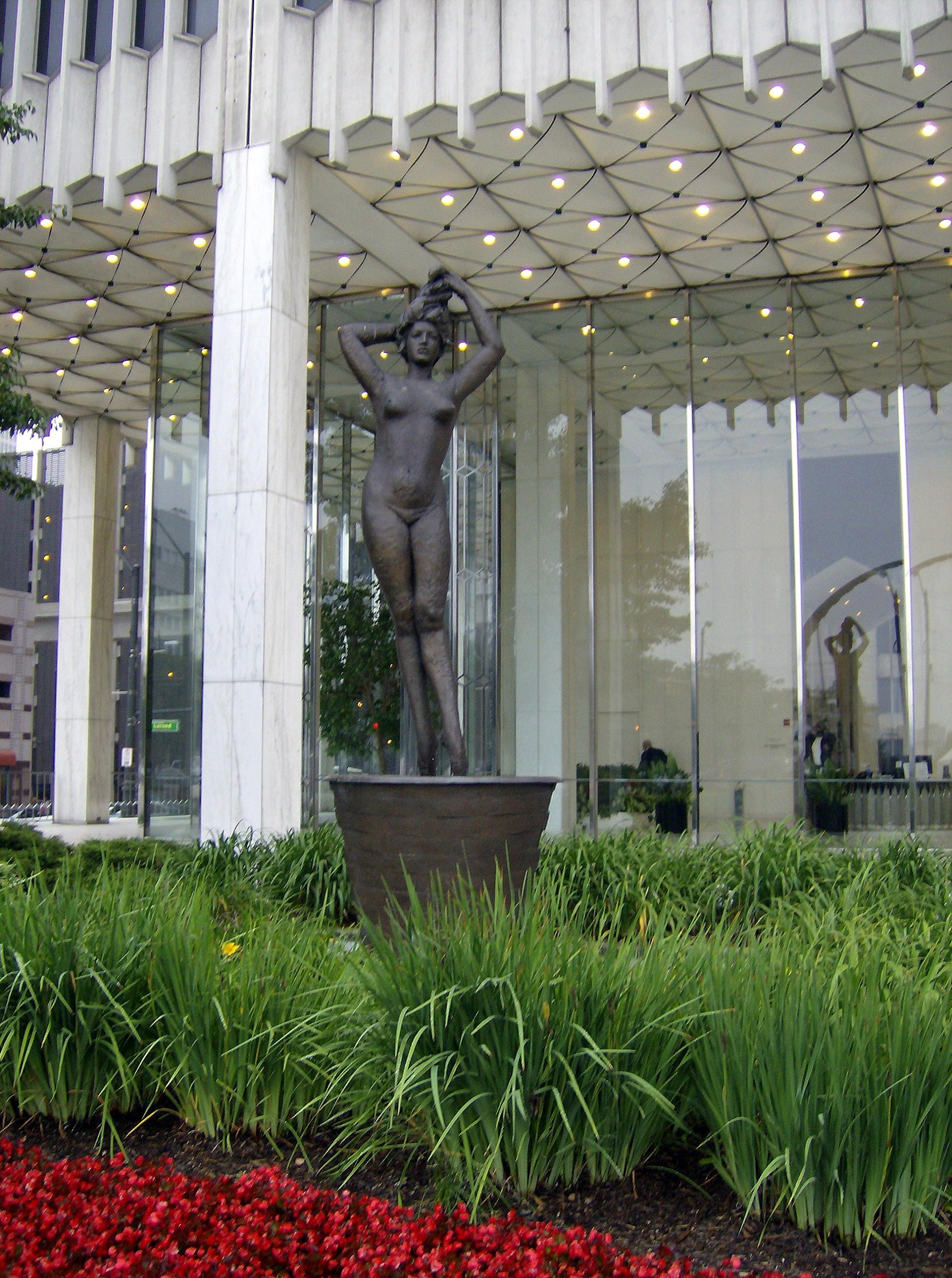
マンズーによるブロンズ像（デトロイト）

マンズー作「オデュッセウス」（仙台市。SENDAI光のページェント開催中の様子）

ジャコモ・マンズー（イタリア語:Giacomo Manzù、1908年12月22日-1991年1月17日）は、イタリアの彫刻家。本名はジャコモ・マンゾーニ（Giacomo Manzoni）。ベルガモ出身。
息子にはフィアットでコンサルタントとして自動車のデザインを行ったピオ・マンズー（1939年-1969年）がいる。

## 生涯

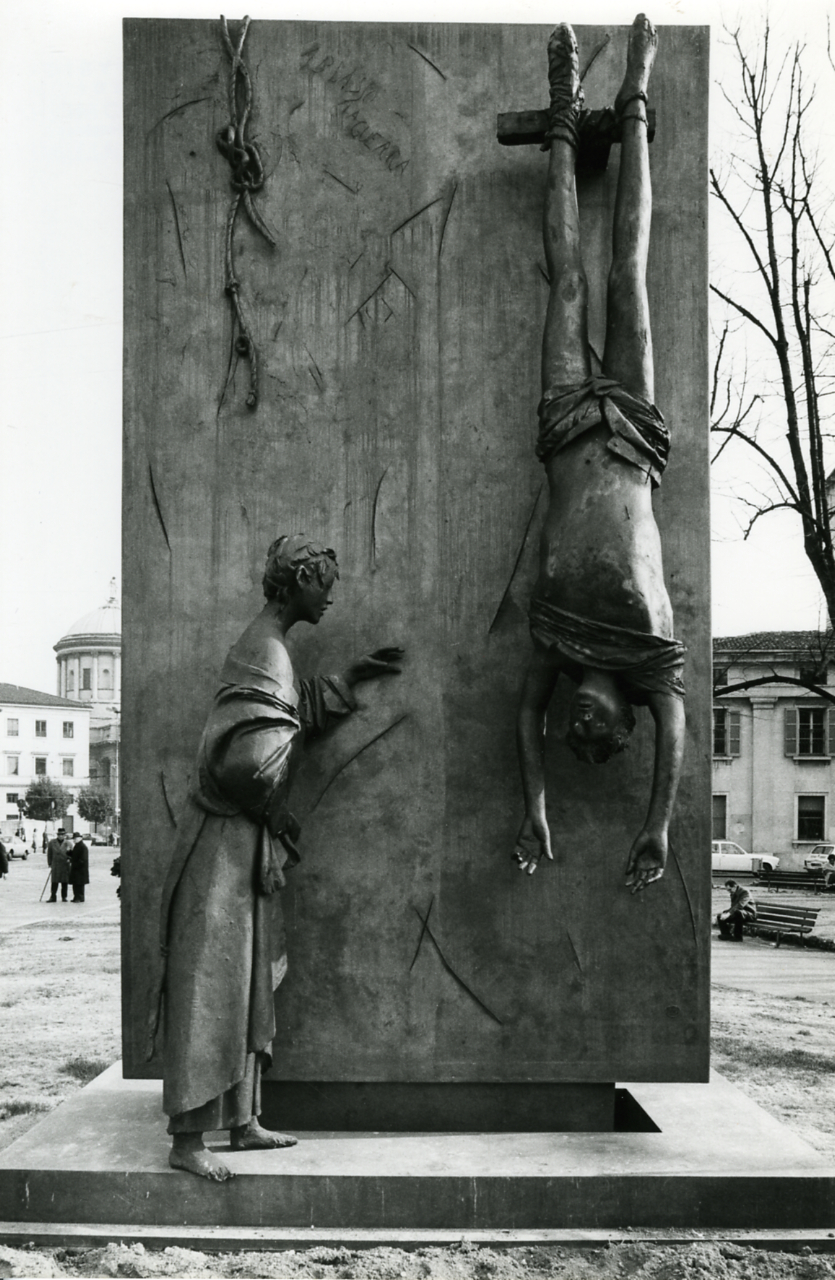
Monumento al partigiano (1977), Bergamo. Photo Paolo Monti.

靴職人の父親を見て育ち、さまざまな職人のアトリエのもとで働いた経験を持つ。ミラノに居を構えてからは、ローマやヴェネツィアで行われた美術の大会で賞を受賞する。また、バチカンにあるサン・ピエトロ大聖堂の扉の彫刻を制作した事でも有名である。
以降はレーニン平和賞を受賞するなど実績を重ね、ベルリンやモスクワでも展覧会を開催して、ニューヨークの美術館でも行われた。日本では1984年に展覧会が開催、以来各地で行われている。
1991年1月17日にローマの近くにあるアルデーアという町で逝去。

## 作品
- 「死の扉」（サン・ピエトロ大聖堂）
- 「愛の扉」（ザルツブルク大聖堂）
- 「キリスト磔刑」
- 「オデュッセイアの城塞」
- 「テーベ、アンダンテ、ヴィヴィーチェ・コン・ブリオ」
- 「恋人たち」
- 「聖母の死」